# Anastomyces microsporus
Anastomyces microsporus är en svampart som beskrevs av W.P. Wu, B. Sutton & Gange 1997. Anastomyces microsporus ingår i släktet Anastomyces, divisionen basidiesvampar och riket svampar.   Inga underarter finns listade i Catalogue of Life.